# Tatsuki Kohatsu
Tatsuki Kohatsu (古波津 辰希 Kohatsu Tatsuki?), född 11 september 1993 i Okinawa prefektur, är en japansk fotbollsspelare.
Kohatsu började sin karriär 2016 i Tochigi SC. Han spelade 38 ligamatcher för klubben.